# Palmaz
Palmaz é uma povoação portuguesa do Município de Oliveira de Azeméis que foi sede da extinta Freguesia de Palmaz, freguesia que tinha 14,85 km² de área e 2 079 habitantes (2011), e, por isso, uma densidade populacional de 140 hab./km².
A Freguesia de Palmaz foi extinta em 2013, no âmbito de uma reforma administrativa nacional, tendo sido agregada às Freguesias de Pinheiro da Bemposta e Travanca, para formar uma nova freguesia denominada União das Freguesias de Pinheiro da Bemposta, Travanca e Palmaz.

## População
| População da freguesia de Palmaz (1864 – 2011) | População da freguesia de Palmaz (1864 – 2011) | População da freguesia de Palmaz (1864 – 2011) | População da freguesia de Palmaz (1864 – 2011) | População da freguesia de Palmaz (1864 – 2011) | População da freguesia de Palmaz (1864 – 2011) | População da freguesia de Palmaz (1864 – 2011) | População da freguesia de Palmaz (1864 – 2011) | População da freguesia de Palmaz (1864 – 2011) | População da freguesia de Palmaz (1864 – 2011) | População da freguesia de Palmaz (1864 – 2011) | População da freguesia de Palmaz (1864 – 2011) | População da freguesia de Palmaz (1864 – 2011) | População da freguesia de Palmaz (1864 – 2011) | População da freguesia de Palmaz (1864 – 2011) |
| ---------------------------------------------- | ---------------------------------------------- | ---------------------------------------------- | ---------------------------------------------- | ---------------------------------------------- | ---------------------------------------------- | ---------------------------------------------- | ---------------------------------------------- | ---------------------------------------------- | ---------------------------------------------- | ---------------------------------------------- | ---------------------------------------------- | ---------------------------------------------- | ---------------------------------------------- | ---------------------------------------------- |
| 1864                                           | 1878                                           | 1890                                           | 1900                                           | 1911                                           | 1920                                           | 1930                                           | 1940                                           | 1950                                           | 1960                                           | 1970                                           | 1981                                           | 1991                                           | 2001                                           | 2011                                           |
| 939                                            | 1.093                                          | 1.083                                          | 1.101                                          | 1.245                                          | 1.271                                          | 1.456                                          | 1.684                                          | 1.878                                          | 1.867                                          | 1.811                                          | 1.949                                          | 2.133                                          | 2.130                                          | 2.079                                          |

## Património natural e edificado
- Parque Bento Carqueja no rio Caima
- Ermida da Senhora da Mó
- Capela de São Gonçalo (Palmaz), Capela de São Luís, Capela de São João e Capela de Nossa Senhora da Memória
- Antiga fábrica de papel do Caima
- O típico núcleo rural de Vilarinho de São Luís
- Capelas de Nossa Senhora da Mó, de São Lourenço e de Nossa Senhora da Piedade
- Cruzeiro no adro da igreja
- Casa do Sobreiro
- Ponte sobre o rio Caima
- Quintas do Casinhoto e de Baixo
- Lugar de Vilarinho de São Luís
- Moinhos
- Parque Bento Carqueja
- Edifícios da escola primária e da escola de Soares de Basto
- Estações arqueológicas da Mó e da Raposeira